# 末廣重二
末廣 重二（すえひろ しげじ、1921年10月13日 - 2003年12月8日）は、日本の国土交通技官、理学博士。気象庁長官を務めた。

## 来歴・人物
東京都出身。1946年に名古屋帝国大学理学部を卒業し、同年に気象庁に入庁。1979年に観測部長を経て、1983年4月から1985年3月までに長官を務めた。
1994年11月に勲二等瑞宝章を受章。
2003年12月8日に肺炎のために死去。82歳没。